# Formignana
Formignana (emilián nyelven Furmgnàna) település Olaszországban, Emilia-Romagna régióban, Ferrara megyében. Lakosainak száma 2716 fő (2018. január 1.). Formignana Copparo, Ferrara, Tresigallo és Jolanda di Savoia községekkel határos.

## Népesség
A település lakossága az elmúlt években az alábbi módon változott:

| 2017 | 2 731 |
| 2018 | 2 716 |